# Capim Grosso (kommun)
Capim Grosso är en kommun i Brasilien.   Den ligger i delstaten Bahia, i den östra delen av landet, 1 000 km nordost om huvudstaden Brasília. Antalet invånare är 26 529.
Följande samhällen finns i Capim Grosso:
- Capim Grosso

Omgivningarna runt Capim Grosso är huvudsakligen savann. Runt Capim Grosso är det ganska tätbefolkat, med 72 invånare per kvadratkilometer.